# Герб Норрботтену
Герб Норрботтену (швед. Norrbottens vapen) — символ історичної провінції (ландскапу) Норрботтен.

## Історія
Норрботтен виділився в окрему провінцію з Вестерботтена у 1810 році. Герб для ландскапу Норрботтен розроблено 1995 року.

## Опис (блазон)
У скошеному справа хвилясто 7 разів на сині та золоті поля щиті скошена зліва синя основа.

## Зміст
Сюжет герба символізує географічне положення провінції та уосблює річки Турнеельвен, Каліксельвен, Лулеельвен та Пітеельвен, які впадають у Ботнічну затоку.
Герб ландскапу може увінчуватися герцогською короною.